# Bulbophyllum quadrifarium
Bulbophyllum quadrifarium là một loài phong lan thuộc chi Bulbophyllum.